# جينس تورنسترا
جينس تورنسترا (بالهولندية: Jens Toornstra) وهو لاعب كُرَة قَدَم هولندي في مركز الوسط ولد في يوم 4 أبريل 1989 في مدينة تل آر في هولندا وهو يلعب حالياً مع نادي فينورد ونادي أوترخت وأدو دين هاغ ولعب مع منتخب هولندا لكرة القدم ويبلغ طوله 178 سم.

## روابط خارجية
- جينس تورنسترا على موقع قاعدة بيانات كرة القدم.إي يو (الإنجليزية)
- جينس تورنسترا على موقع ناشيونال فوتبول تيمز (الإنجليزية)
- جينس تورنسترا على موقع Soccerway.com (الإنجليزية)
- جينس تورنسترا على موقع عالم كرة القدم.نت (الإنجليزية)
- جينس تورنسترا على موقع AS.com (الإسبانية)